# 新奥斯纳布吕克报
《新奥斯纳布吕克报》（德語：Neue Osnabrücker Zeitung，德語發音：[ˈnɔɪ̯ə ɔsnaˈbʁʏkɐ ˈtsaɪ̯tʊŋ]）是德国的一份区域性日报，主要服务于埃姆斯兰地区和奥斯纳布吕克地区。此报创刊于1967年，2018年发行量约为15万份。